# Tiên Vương
Tiên Vương (chữ Hán: 仙王, tiếng Latinh: Cepheus) là một trong 48 chòm sao Ptolemy và cũng là một trong 88 chòm sao hiện đại, mang hình ảnh Tiên Vương.
Chòm sao này có diện tích 588 độ vuông, nằm trên thiên cầu bắc, chiếm vị trí thứ 27 trong danh sách các chòm sao theo diện tích.
Chòm sao Tiên Vương nằm kề các chòm sao Tiểu Hùng, Thiên Long, Thiên Nga, Hiết Hổ, Tiên Hậu, Lộc Báo.

## Thiên thể
Các thiên thể đáng quan tâm
- Sao biến đổi δ Cephei, một trong các sao biến đổi được biết đến nhiều nhất
- Thiên hà xoắn ốc NGC 6446
- NGC 6946 hay còn gọi là Thiên hà Pháo hoa.